# سیارک ۵۱۳۵
سیارک ۵۱۳۵ (به انگلیسی: 5135 Nibutani، نامگذاری:1990UE) پنج هزار و صد و سی و پنجمین سیارک کشف شده‌است که در ۱۶ اکتبر ۱۹۹۰ کشف شد.
قدر مطلق سیارک برابر ۱۲٫۹۰ است.